# Ligne Sonceboz-Sombeval – Moutier
La ligne Sonceboz-Sombeval – Moutier est une des lignes ferroviaires exploitée par les Chemins de fer fédéraux suisses (SBB CFF FFS).

## Historique

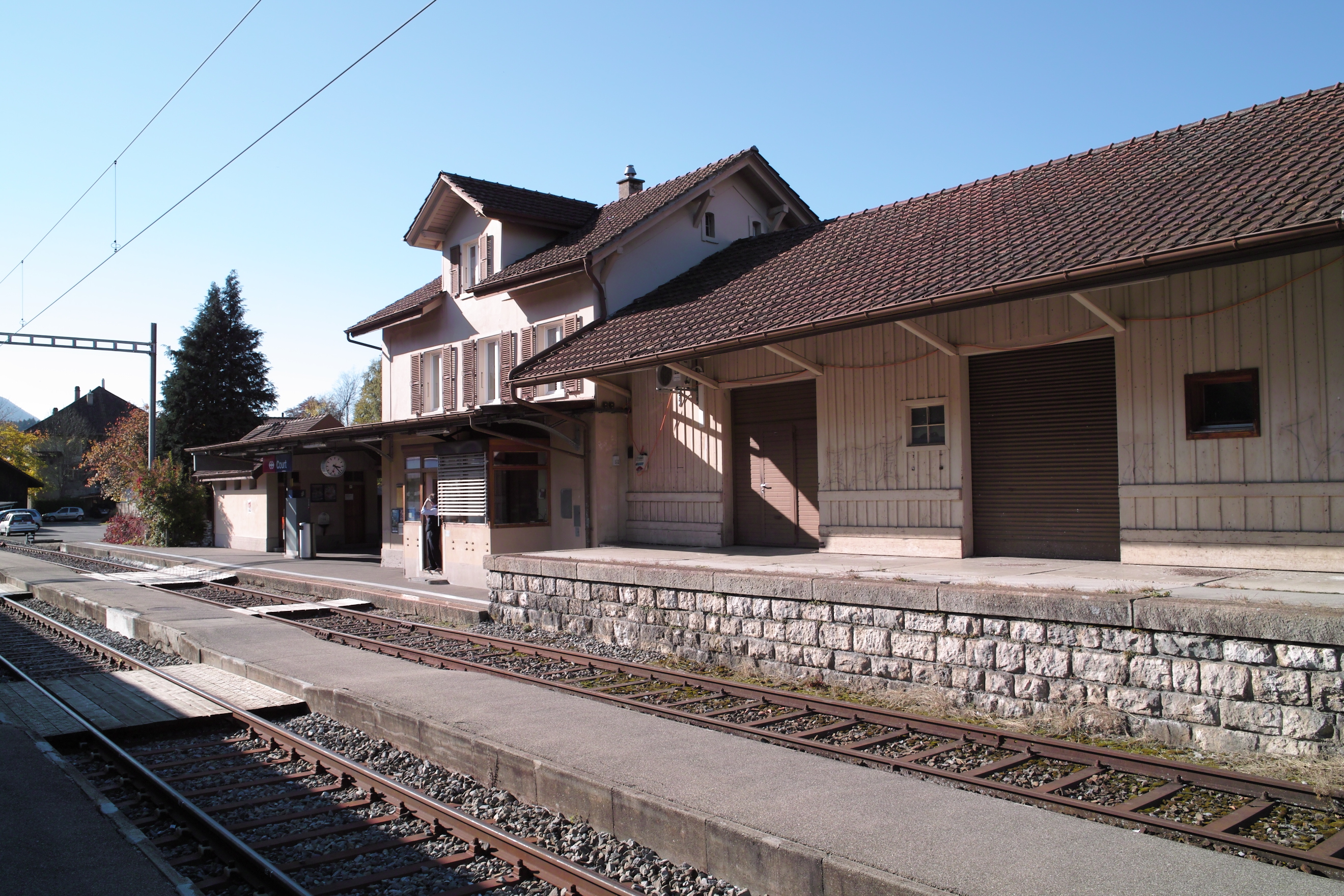
La gare de Court

Jusqu'en décembre 2010, des rames RABe 526 du BLS venaient jusqu'à Sonceboz, mais furent remplacées par des nouveaux trains CFF.
Au changement d'horaire du 15 décembre 2013, les rames RBDe 560 « Domino » ont cédé leur place aux RABe 526, récemment rachetées au BLS. Ces rames GTW, mieux adaptées au profil de cette ligne que les Domino, ont donc retrouvé cette ligne après trois ans d'exil.

## Gares de la ligne
| Arrêt             | Desservi localement                        | Type d'appareil d'enclenchement | Nombre de voies | Correspondances                                                                      |
| ----------------- | ------------------------------------------ | ------------------------------- | --------------- | ------------------------------------------------------------------------------------ |
| Sonceboz-Sombeval |                                            | Domino 67 (télécommandé)        | 6               | RE, R vers La Chaux-de-Fonds ou Bienne.                                              |
| Tavannes          | X (avec vente de titres de transports)     | Integra                         | 4               | CJ vers Le Noirmont/Saignelégier.                                                    |
| Reconvilier       | X (avec vente de titres de transports)     | Domino 55                       | 3               |                                                                                      |
| Pontenet          | Halte                                      | Halte                           | Halte           | Halte                                                                                |
| Malleray-Bévilard | X (avec vente de titres de transports)     | Domino 55                       | 2               |                                                                                      |
| Sorvilier         | Halte                                      | Halte                           | Halte           | Halte                                                                                |
| Court             | X                                          | Domino 55                       | 3               |                                                                                      |
| Moutier           | (uniquement vente de titres de transports) | (télécommandé)                  | 5               | ICN vers Basel SBB ou Biel/Bienne; RE vers Boncourt-Delle ; R vers Crémines-Soleure. |

## Types de trafic
- Trafic régional
- Trafic marchandise (uniquement à Tavannes, deux fois par semaine)
- Trafic de trains spéciaux

### Trafic régional
Le trafic régional est effectué depuis le 15 décembre 2013 par des rames RABe 526 GTW des CFF rachetées au BLS. Un système de coupe-accroche permet d'éviter de changer de train à Sonceboz-Sombeval (lignes Biel/Bienne-Sonceboz Sombeval-Chaux de Fonds / Moutier).

### Trafic marchandise
Le trafic marchandise comporte une desserte de Tavannes 2x par semaine. Ce trafic comprend surtout des wagons de bois.

## Lignes connexes
- Ligne du Jura (CFF)
- Ligne Soleure – Moutier (BLS)
- Ligne Le Noirmont – Tramelan – Tavannes (CJ)
- Ligne Bienne – La Chaux-de-Fonds (CFF)